# Metoposaurus algarvensis
Metoposaurus algarvensis (phát âm Me-top-o-sore-us) là một loài lưỡng cư Temnospondyli cổ đại đã tuyệt chủng. Chúng có thể là tiền thân của các loài động vật lưỡng cư hiện đại như ếch, sa giông và kỳ nhông.

## Phát hiện
Hóa thạch của chúng có niên đại vào cuối kỷ Trias và sống ở Đức, Ý, Ba Lan, và Bồ Đào Nha. Lần đầu tiên họ Metoposauridae được đề cập là vào năm 1842 khi von Meyer (1842) mô tả một mái sọ mặt lưng của một Labyrinthodontia từ Keuper Schilfsandstein of Feuerbacher Haide gần Stuttgart. Sau đó, Meyer cố phục dựng và đặt tên mẫu vật trên là Metopias diagnosticus. Tuy nhiên, Ryan Lydekker sau đó tái danh Metoposaurus diagnosticus năm 1890 với tên Metopias là đồng nghĩa.
Hóa thạch của chúng được tìm thấy tại Algarve, phía nam Bồ Đào Nha khoảng 220 triệu năm tuổi chúng có kích thước gần bằng chiếc ô tô loại nhỏ. Sự khác biệt trong cấu trúc hàm và các bộ phận của hộp sọ, nơi tủy sống gặp não, tiết lộ hóa thạch là của một loài mới.

## Đặc điểm
Đây là loài sống thủy sinh có chân yếu, răng sắc và một cái đầu lớn, dẹp. Chúng chủ yếu ăn cá. Metoposaurus dài 3 m (10 feet) và nặng khoảng 454 kg (1,000 pounds). Metoposaurus algarvensis trưởng thành phát triển chiều dài lên đến khoảng 2m, sống trong các sông, hồ cuối thời kỳ Trias. Bề ngoài của sinh vật mới khá giống cá sấu, chúng có miệng đầy răng sắc nhọn như kim. Loài động vật lưỡng cư ăn thịt này thường săn cá và thống trị các sông, hồ cách đây khoảng 220 triệu năm.
Loài động vật lưỡng cư này trông giống như một quái vật xấu xí. Nó có kích thước của một xe hơi và có hàng trăm chiếc răng sắc nhọn ở miệng. Đó là loài động vật ăn thịt hung dữ khiến cả những con khủng long thời kỳ đầu cũng phải dè chừng. Metoposaurus algarvensis có miệng đầy răng sắc nhọn như kim, có thể chộp lấy bất cứ loài khủng long nhỏ nào đi tới gần hồ nước. Tuy nhiên, chân của Metoposaurus algarvensis rất yếu ớt. 